# ヒュー・マッシー (初代マッシー男爵)
初代マッシー男爵ヒュー・マッシー（英語: Hugh Massy, 1st Baron Massy、1700年 – 1788年1月30日）は、アイルランド王国の政治家、貴族。1759年から1776年までアイルランド庶民院議員を務めた。

## 生涯
ヒュー・マッシー大佐（Hugh Massy、1685年 – ?、ヒュー・マッシーの息子）と妻エリザベス（Elizabeth、旧姓エヴァンス（Evans）、ジョージ・エヴァンスの娘）の長男として、1700年に生まれた。弟に軍人エア・マッシー（後の初代クラリナ男爵）がいる。
1739年、リムリック県長官を務めた。
1759年から1776年までリムリック県選挙区の、1776年5月から7月までオールド・ロックリン選挙区の代表としてアイルランド庶民院議員を務めた後、1776年8月4日にアイルランド貴族であるリムリック県におけるダントリリーグのマッシー男爵に叙され、1777年12月18日にアイルランド貴族院議員に就任した。
1788年1月30日、アイルランドのスタッグデイル・ロッジで死去、息子ヒューが爵位を継承した。

## 家族
1733年までにメアリー・ドーソン（Mary Dawson、ジェームズ・ドーソン大佐の娘）と結婚、3男1女をもうけた。
- エリザベス（1727年ごろ – 1825年3月12日） - ジョン・アーサー（John Arthur）と結婚。1762年1月7日、第3代準男爵サー・マイケル・コックス（英語版）と再婚、子供あり[5]
- ヒュー（1733年4月14日 – 1790年5月10日） - 第2代マッシー男爵[3]
- ジェームズ（1736年10月10日 – 1790年12月） - メアリー・レオナード（Mary Leonard、1805年5月26日没、ジョン・レオナードの娘）と結婚、子供あり[2]
- ジョン（1737年ごろ – 1786年以降[6]） - エリザベス・ベーカー（Elizabeth Baker、ウィリアム・ベーカーの姉妹）と結婚、子供なし[2]

1754年3月16日、レベッカ・ディラップ（Rebecca Delap、1784年12月ごろ没、フランシス・ディラップの娘）と再婚、3男5女をもうけた。
- フランシス・ヒュー（Francis Hugh、1755年1月13日 – ?） - 1777年7月7日、ジェーン・カラム（Jane Cullum、1813年8月没、ウィリアム・カラムの娘）と結婚、子供あり[2]
- エア（Eyre、1757年2月13日 – 1828年11月） - エリザベス・レイトン（Elizabeth Leighton、ジョン・レイトンの娘）と結婚、子供あり。その後、フィービー・ヘッド（Phoebe Head、ジョン・ヘッドの娘）と再婚、1女をもうけた[2]
- ジョージ（1765年8月19日 – 1834年8月13日） - 1787年7月、エリザベス・オング（Elizabeth Onge、1819年没、アベル・オングの娘）と結婚、子供あり。1819年にコンスタンス・クローン（Constance Crone、1819年12月3日没）と再婚、子供なし。その後、エリザベス・レーン・ドラン（Elizabeth Lane Doran、第2代マッセリーン伯爵クロットワーシースケッフィントンとジョージ・ドランの未亡人）と再婚[2]
- マーガレット（1838年没） - ヒュー・ホイーラー（Hugh Wheeler）と結婚[2]
- レベッカ - ゴドフリー・マッシー（Godfrey Massy）と結婚[2]
- フランシス（Frances） - ジョージ・ロビンズ（George Robbins）と結婚[2]
- キャロライン（1837年没） - ウィリアム・バトラー（William Butler）と結婚、子供あり[2]
- エイミー（Amy[2]）